# David Zimmerschied
David Zimmerschied, né en 1983, est un acteur allemand. 

## Filmographie
- 1992 : Schartl
- 2006 : Der geköpfte Hahn
- 2006 : Beste Zeit
- 2007 : Beste Gegend
- 2009 : Rote Handschuhe
- 2009 : Dot-Das Feuernest
- 2011 : Was machen Frauen morgens um halb vier?
- 2010 : Die Frau des Polizisten
- 2013 : Mein Bruder Robert
- 2013 : Generation War
- 2015 : Un héros ordinaire (Elser : Er hätte die Welt verändert) d'Oliver Hirschbiegel
- 2021 : Le Rapport Auschwitz (The Auschwitz Report) : Dr Thilo